# أدلبرت مولشليغل
كان أدلبرت مولشليغل (16 حزيران 1897 – 29 تموز 1980) بهائيًا ألمانيًا بارزًا من عائلة بروتستانتية. اعتنق الدين البهائي في عام 1920، وكرّس جهوده لترجمة الأدبيات البهائية، كما كان عضوًا في الجمعية الروحية الوطنية للبهائيين في ألمانيا.
تم تعيين أدلبرت مولشليغل من قبل شوقي أفندي كأحد أيدي القضية في شباط 1952، ليكون من بين الأفراد الذين بلغوا مرتبة متميزة في خدمة الدين البهائي. يُعد مولشليغل من أوائل ثلاثة مؤمنين ساهموا بشكل حاسم في تطور المجتمع البهائي في ألمانيا. وبعد تعيينه، قام بزيارات متعددة إلى مجتمعات بهائية في عدة بلدان حول العالم. وقد توفي في أثينا، اليونان.

## ملحوظات
1. ↑  Rabbani, R. (Ed.) (1992). The Ministry of the Custodians 1957-1963. Baháʼí World Centre. ص. xxiii. ISBN:0-85398-350-X. مؤرشف من الأصل في 2025-02-14.
2. ↑  Universal House of Justice (1986). In Memoriam. Baháʼí World Centre. ج. XVIII. ص. 700–704, 800–802, 825. ISBN:0-85398-234-1. مؤرشف من الأصل في 2023-01-06. {{استشهاد بكتاب}}: تجاهل المحلل الوسيط |صحيفة= (مساعدة)

## الروابط الخارجية
- قصيدة للشاعر أدلبرت مولشليغل: "ولكن ليس اليوم"